# Външна политика на Туркменистан
Концепцията за външната политика на Туркменистан като неутрална държава се базира на основните разпоредби в Конституцията на Туркменистан и представлява документ, който фиксира критериите и направленията на стратегията и тактиката на страната по отношение на другите държави и международни организации.
Външната политика на Туркменистан е логично продължение на вътрешната политика и се определя от международния правен статут на постоянен и позитивен неутралитет, приет от Туркменистан доброволно, като част от неотменните права на една суверенна държава.
Основните задачи на външната политика на Туркменистан са:
- Запазване и укрепване на националния суверенитет на Туркменистан, повишаване на неговата роля и значение в системата от международни отношения
- Създаване на благоприятни външнополитически условия за вътрешно развитие на страната
- Защита и реализация на националните интереси на Туркменистан
- Развитие на конструктивни и взаимоизгодни сътрудничества с всички чуждестранни партньори, основани на равенство и взаимоуважение
- Осигуряване на пълно съответствие на външнополитическите действия на Туркменистан на международното право и Устава на ООН

Според съществуващите дефиниции в международното право, неутралитета на Туркменистан е:
По произход – признат, което се потвърждава от резолюцията на Генералната Асамблея на ООН „Постоянен неутралитет на Туркменистан“ (12 декември 1995 г.), Исламабадската декларация в резултат на третата среща на държавните и правителствени ръководители на страните от Организацията за икономическо сътрудничество (15 март 1995 г.), Заключителния документ от 11-ата конференция на държавните и правителствени глави на страните от Движението на необвързаните държави (20 октомври 1995 г., Картахена, Колумбия).
По форма – постоянен, т.е. неограничен във времето и действа както в мирно, така и във военно време.
По съдържание – положителен или конструктивен, което предполага активна роля на държавата в поддържането на мира, стабилността и развитието на приятелски отношения с другите държави.
При формирането на концепцията за външната си политика Туркменистан се основава на обективния факт, че с всички държави без изключение ще развива цивилизовани отношения, нито с една държава няма да има враждебни такива, няма да предявява на никого териториални претенции, както и никой няма да предявява на Туркменистан такива.
Реализацията на външнополитическите задачи на Туркменистан не може да нарушава интересите на други страни или да застрашава тяхната безопасност по какъвто и да е начин.
Туркменистан като държава членка на ООН признава нейния приоритет за решаване на каквито и да е въпроси, влизащи в нейната компетенция. Приемането на постоянен статут на неутралитет не засяга изпълнението на задължения, произтичащи от Устава на ООН, и ще допринесе за достигане на целите на ООН.

## Раздел 1. Политически аспекти
Неутралният статут на Туркменистан отваря много възможности за провеждането на тяхната миролюбива външна политика, активна и позитивна линия за развитие на мирни и приятелски отношения с чуждестранните и партньори, основани на принципите на равноправието, взаимоуважението, взаимоизгодата и ненамесата във вътрешните работи на други държави.
Специално значение Туркменистан отдава на отношенията си със съседните страни, с които я свързват исторически, политически, икономически и културни връзки. Туркменистан приема приятелството и сътрудничеството със съседните страни като най-важна гаранция за запазване на суверенитета и неутралитета на държавата и като предпоставка за постигане на своите външнополитически цели.
Под постоянен позитивен неутралитет Туркменистан разбира активна и конструктивна позиция в международните отношения, използване на своите политически възможности за мирно разрешаване на конфликти и противоречия между различните държави, създаване на едно по-хуманно общество. Туркменистан е винаги готов да помогне по всякакъв начин мирните процеси в името на мира и хармонията, като изключва възможността за намеса във вътрешните работи на други държави и признавайки безспорното право на всяка държава да избира свой собствен път на развитие.
Туркменистан отказва да използва сила или заплахи за нейното прилагане и да нарушава интересите на други държави под каквато и да е форма. Като постоянна неутрална държава, Туркменистан се задължава никога да не започва война, да не участва във войни (освен при самозащита), да се въздържа от политически, дипломатически или друг вид действия, които могат да доведат да война или конфликти. Туркменистан не влиза във военни съюзи, блокове или алианси със строги регулаторни функции.
Също така Туркменистан не трябва да има, да произвежда или да разпространява ядрено, химическо или друг вид оръжие за масово унищожение или да насърчава създаването на нови видове и технологии за тяхното производство. Поради тази причина, Туркменистан се присъединява към всички основни международни актове, които гарантират създаването на система за колективна сигурност.
Като част от задълженията на неутрална държава, Туркменистан се отказва да приема страна по международни конфликти и да разполага чужди военни бази на своя територия.
Туркменистан има въоръжени сили и въоръжение, достатъчно да защити суверенитета и териториалната цялост на държавата. В случай на агресия срещу Туркменистан, той си запазва правото да поиска военна помощ от друга държава или държави.

## Раздел 2. Икономически аспекти
Като важен инструмент за поддържане на мира и стабилността, Туркменистан приема за основа на развитието на международното сътрудничество равноправното партньорство, взаимната изгода и отчитането на интересите на всички страни, участващи в сътрудничеството.
С тази цел Туркменистан използва всички необходими икономически и правни механизми, гарантиращи равноправното съществуване и развитие на всички форми на собственост, насърчаващи предприемачеството, привличащи надеждни чуждестранни инвестиции и създаващи благоприятни условия за инвеститорите. Като най-важно условие за успешното интегриране в световната икономическа система Туркменистан счита отвореността на своето финансово-икономическо пространство.
Предвид значителния ресурсен потенциал на държавата, Туркменистан го използва за осъществяването на мащабни проекти, реализацията на които предполага създаване на съвместни предприятия, привличане на инвестиции от страна на чуждестранни и частни компании, банки, международни финансови институти.
Туркменистан влиза в партньорски отношения с различните държави на двустранна или многостранна основа, освен ако това не е в разрез с поетите международни задължения в качеството на неутрална държава. Туркменистан приема икономическа или техническа помощ от страна на всяка държава или международна организация, само ако тя не представи условия, които биха могли да застрашат суверенитета и неутралния му статус.
Туркменистан няма да приеме икономически натиск от страна на някои държави към други като средство за постигне на политически цели и налагане на собствени мнения и идеи и следователно няма да приема участие в обявени от тях блокади, бойкоти и други форми на накърняване на икономическите интереси.

## Раздел 3. Хуманитарни въпроси
Чрез външната си политика, Туркменистан се основава на тезата, че човекът е най-висшата ценност на обществото и усилията на всяка държава трябва да бъдат насочени към формирането на максимално благоприятни условия за свободното развитие на личността и възможността за нейната реализация. Туркменистан признава и зачита основните демократични права и свободи, залегнали във Всеобщата декларация за правата на човека, а също така създава политически, икономически, законодателни и други гаранции за ефективното им прилагане.
В Туркменистан всички народности и етнически групи са равноправни, няма дискриминация по религиозен признак.
Туркменистан изгражда отношенията си с другите държави на основата на уважението към културата, традициите и обичаите и историческата памет на тези народи. Туркменистан счита хуманитарните контакти за едно едно от най-важните средства за сближаване на народите, подобряване на взаиморазбирането, насърчаване на приятелството и сътрудничеството. Туркменистан приветства и насърчава обмена на духовни ценности между нациите и народите и процеса на обогатяване на културите.
Туркменистан подкрепя усилията на държавите и на международната общност за оказване на помощ на страните, пострадали от войни, конфликти, стихийни бедствия, епидемии и техните последствия. Туркменистан се присъединява към основните международно-правови актове, гарантиращи правата на бежанците. Също така активно сътрудничи с глобални и регионални хуманитарни организации, като Международната федерация на Червения кръст и Червения полумесец, подразделенията на ООН с хуманитарна насоченост – СЗО, ЮНЕСКО, УНИЦЕФ, Върховния комисариат на ООН за бежанците.

## Заключение
Туркменистан гарантира пълно съответствие на своя външнополитически курс на разпоредбите от настоящата Концепция, на своя неутрален статут и на поетите международни задължения.
Действието на настоящата концепция е неограничено по време. С развитието на Туркменистан и усъвършенстването на системата от международни отношения, нейните разпоредби могат да бъдат допълнени и конкретизирани без да бъдат променяни на основните и принципи и общохуманитарната насоченост.